# Sarah Douglas
Sarah Douglas (Stratford-upon-Avon, 12 dicembre 1952) è un'attrice britannica.

## Biografia
Dopo aver completato gli studi di recitazione alla Rose Burford Drama School ha incominciato la sua attività di attrice per la televisione inglese. Nel corso della sua carriera ha alternato presenze al cinema e in televisione, in produzioni sia britanniche sia americane. 
Viene ricordata soprattutto per il suo iconico ruolo della supercriminale kryptoniana Ursa nei primi due film di Superman e della perfida regina Taramis nel film Conan il distruttore, e per le sue partecipazioni alle serie televisive V - Visitors e Falcon Crest.
Sposatasi con Richard LeParmentier nel 1981, divorziò nel 1984.

## Filmografia

### Cinema
- Alfa e omega, il principio della fine (The Final Programme), regia di Robert Fuest (1973)
- The Brute, regia di Gerry O'Hara (1977)
- Gli uomini della terra dimenticata dal tempo (The People That Time Forgot), regia di Kevin Connor (1977)
- Superman, regia di Richard Donner (1978)
- Superman II, regia di Richard Lester (1980)
- Conan il distruttore (Conan the Destroyer), regia di Richard Fleischer (1984)
- I guerrieri del sole (Solarbabies), regia di Alan Johnson (1986)
- Steele Justice, regia di Robert Boris (1987)
- Nightfall, regia di Paul Mayersberg (1988)
- Il ritorno del mostro della palude (The Return of Swamp Thing), regia di Jim Wynorski (1989)
- Dalí, regia di Antoni Ribas (1991)
- L'arte di uccidere (The Art of Dying), regia di Wings Hauser (1991)
- Beastmaster 2: Attraverso il portale del tempo (Beastmaster 2: Through the Portal of Time), regia di Sylvio Tabet (1991)
- Meatballs 4, regia di Bob Logan (1992)
- Il ritorno dei morti viventi 3 (Return of the Living Dead III), regia di Brian Yuzna (1993)
- Mirror, Mirror 2: Raven Dance, regia di Jilly Lifton (1994)
- Monster Mash: The Movie, regia di Joel Cohen, Alec Sokolow (1995)
- Voodoo, regia di René Eram (1995)
- Spitfire, regia di Albert Pyun (1995)
- The Demolitionist, regia di Robert Kurtzman (1995)
- Asylum, regia di James Seale (1997)
- Hell Mountain, regia di Mike Rohl (1998)
- Changing Directions, regia di Maria Essen - cortometraggio (1999)
- Attack of the Gryphon (Gryphon), regia di Andrew Prowse (2007)
- Strippers vs Werewolves, regia di Jonathan Glendening (2012)

### Televisione
- The Spies – serie TV, episodio 1x10 (1966)
- Il demone nero (Dracula), regia di Dan Curtis – film TV (1973)
- Black and Blue – serie TV, episodio 1x01 (1973)
- Secrets – film TV (1973)
- The Inheritors – serie TV (1974)
- BBC2 Playhouse – serie TV, un episodio (1976)
- Spazio 1999 (Space: 1999) – serie TV, episodio 2x12 (1976)
- Warship – serie TV, episodio 4x11 (1977)
- Esther Waters – film TV (1977)
- Seven Faces of Woman – serie TV, un episodio (1977)
- Il ritorno del Santo (Return of the Saint) – serie TV, episodio 1x09 (1978)
- Thundercloud – serie TV (1979)
- I Professionals (The Professionals) – serie TV, episodio 4x02 (1980)
- L'asso della Manica (Bergerac) – serie TV, episodio 1x07 (1981)
- V - Visitors (V: The Final Battle) – miniserie TV (1984)
- Falcon Crest – serie TV, 51 episodi (1983-1985)
- La signora in giallo (Murder, She Wrote) – serie TV, episodio 2x05 (1985)
- Hotel – serie TV, episodio 3x21 (1986)
- Il mago (The Wizard) – serie TV, episodio 1x10 (1986)
- Magnum, P.I. – serie TV, episodio 6x15 (1986)
- Mai dire sì (Remington Steele) – serie TV, episodi 5x03-5x04 (1987)
- Matlock – serie TV, episodio 1x20 (1987)
- La famiglia Bradford: Festa di compleanno (Eight Is Enough: A Family Reunion), regia di Harry Harris – film TV (1987)
- Troppo forte (Sledge Hammer!) – serie TV, episodio 2x03 (1987)
- In due si ama meglio (A Fine Romance) – serie TV, episodio 1x07 (1989)
- Le inchieste di Padre Dowling (Father Dowling Mysteries) – serie TV, episodio 3x01 (1990)
- Super Force – serie TV, episodio 1x10 (1990)
- Tagget, regia di Richard T. Heffron – film TV (1991)
- Puppet Master 3 - Giochi infernali (Puppet Master III: Toulon's Revenge), regia di David DeCoteau (1991)
- I Cavalieri Delta (Quest of the Delta Knights), regia di James Dodson (1993) uscito direttamente in VHS
- Tarzán – serie TV, un episodio (1993)
- Un raggio di luna per Dorothy Jane (Almost Home) – serie TV, episodio 2x05 (1993)
- Babylon 5 – serie TV, episodio 1x09 (1994)
- The Stepford Husbands, regia di Fred Walton – film TV (1996)
- La padrona del tempo (To the Ends of Time) – film TV (1996)
- Stargate SG-1 – serie TV, episodi 2x11-2x12 (1998)
- L.A. Heat – serie TV, episodio 1x04 (1999)
- Heavy Gear: The Animated Series – serie TV (2001)
- The Brief – serie TV, un episodio (2005)
- Un principe per Natale (A Christmas Prince), regia di Alex Zamm  – film TV (2017)
- Un principe per Natale - Matrimonio reale (A Christmas Prince: The Royal Wedding), regia di John Schultz – film TV (2018)

## Doppiatrici italiane
Nelle versioni in italiano delle opere in cui ha recitato, Sarah Douglas è stata doppiata da:
- Angiola Baggi in Un principe per Natale, Un principe per Natale - Matrimonio reale, Un principe per Natale - Royal Baby
- Paila Pavese in Superman II
- Serena Spaziani in Falcon Crest
- Livia Giampalmo in Conan il distruttore
- Fabrizia Castagnoli ne Il ritorno dei morti viventi 3
- Serena Verdirosi in Stargate SG-1